# Uniwersytet w Umeå
Uniwersytet w Umeå (szw. Umeå universitet) – publiczna szkoła wyższa w położonym w północnej Szwecji mieście Umeå, założona w 1965 roku. W 2020 roku uczelnia posiadała cztery wydziały, na których kształciło się ponad 36 tys. studentów. Placówka zatrudniała około 4,2 tys. pracowników, w tym 310 profesorów i dysponowała rocznym budżetem w wysokości 4,6 miliarda koron szwedzkich. Główny kampus uniwersytecki miał powierzchnię około 244,7 tys. m².
Uniwersytet w Umeå jest największą uczelnią w północnej Szwecji. Powstanie uniwersytetu przyczyniło się do rozwoju miasta.
W roku 2020 związana z tą uczelnią Emmanuelle Charpentier została laureatką Nagrody Nobla w dziedzinie chemii.